# Mathieu Bodmer
Mathieu Bodmer (Évreux, 22 novembre 1982) è un dirigente sportivo ed ex calciatore francese, di ruolo centrocampista.

## Biografia
Suo figlio Mathéo è anch'egli un calciatore.

## Caratteristiche tecniche
Gioca prevalentemente come centrocampista difensivo, ma può essere utilizzato come difensore centrale, molto forte fisicamente è abile nel gioco aereo.

## Carriera

### Giocatore

#### Club
Cresciuto calcisticamente nelle giovanili del Caen.
Il 1º luglio 2003 passa al Lilla dove rimane per quattro stagioni.
Il 16 giugno 2007 viene acquistato dal Lione, per 6,5 milioni di euro.

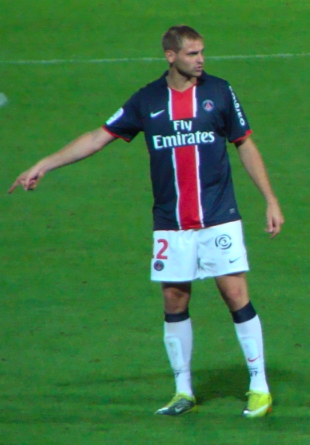
Bodmer con la maglia del PSG nel 2010.

Il 30 giugno 2010 passa a titolo definitivo al Paris Saint-Germain, per circa 3 milioni di euro.
Il 31 gennaio 2013 passa in prestito per sei mesi al Saint-Étienne.
L'11 settembre 2013 si trasferisce a titolo definitivo al Nizza. Rimane con il club de Les Aiglons (gli aquilotti) fino al 9 gennaio 2017, quando rescinde consensualmente il proprio contratto.

#### Nazionale
Nel marzo 2008 viene convocato dal CT. Domenech nella Nazionale francese per l'amichevole contro Inghilterra, nella quale però rimane in panchina senza mai giocare.

### Dirigente
Dal 1º giugno 2009 al 31 marzo 2013 è stato presidente dell'Évreux FC, club amatoriale francese della sua città natale. Grazie al suo lavoro da presidente, Bodmer è stato premiato per l'impegno sociale e cittadino dalla Federazione calcistica della Francia.

## Statistiche

### Presenze e reti nei club
Statistiche aggiornate al 19 febbraio 2017.
| Stagione                   | Squadra                    | Campionato                 | Campionato | Campionato | Coppe nazionali | Coppe nazionali | Coppe nazionali | Coppe continentali | Coppe continentali | Coppe continentali | Altre coppe | Altre coppe | Altre coppe | Totale | Totale |
| Stagione                   | Squadra                    | Comp                       | Pres       | Reti       | Comp            | Pres            | Reti            | Comp               | Pres               | Reti               | Comp        | Pres        | Reti        | Pres   | Reti   |
| -------------------------- | -------------------------- | -------------------------- | ---------- | ---------- | --------------- | --------------- | --------------- | ------------------ | ------------------ | ------------------ | ----------- | ----------- | ----------- | ------ | ------ |
| 2000-2001                  | Caen                       | L2                         | 25         | 0          | CF+CdL          | 1               | 0               | -                  | -                  | -                  | -           | -           | -           | 26     | 0      |
| 2001-2002                  | Caen                       | L2                         | 29         | 2          | CF+CdL          | 1+1             | 1+0             | -                  | -                  | -                  | -           | -           | -           | 26     | 3      |
| 2002-2003                  | Caen                       | L2                         | 26         | 2          | CF+CdL          | 1+0             | 0               | -                  | -                  | -                  | -           | -           | -           | 27     | 2      |
| Totale Caen                | Totale Caen                | Totale Caen                | 80         | 4          |                 | 4               | 1               |                    | -                  | -                  |             | -           | -           | 84     | 5      |
| 2003-2004                  | Lilla                      | L1                         | 33         | 2          | CF+CdL          | 1+2             | 0               | -                  | -                  | -                  | -           | -           | -           | 36     | 2      |
| 2004-2005                  | Lilla                      | L1                         | 35         | 4          | CF+CdL          | 2+1             | 1+0             | Int+CU             | 2+10               | 0+1                | -           | -           | -           | 50     | 6      |
| 2005-2006                  | Lilla                      | L1                         | 35         | 4          | CF+CdL          | 4+1             | 0               | UCL+CU             | 6+4                | 0+0                | -           | -           | -           | 50     | 4      |
| 2006-2007                  | Lilla                      | L1                         | 32         | 8          | CF+CdL          | 2+1             | 1+0             | UCL                | 13                 | 0                  | -           | -           | -           | 48     | 9      |
| Totale Lille               | Totale Lille               | Totale Lille               | 135        | 18         |                 | 14              | 2               |                    | 35                 | 1                  |             | -           | -           | 184    | 21     |
| 2007-2008                  | O. Lione                   | L1                         | 37         | 6          | CF+CdL          | 6+2             | 0+1             | UCL                | 5                  | 0                  | SF          | 1           | 0           | 51     | 7      |
| 2008-2009                  | O. Lione                   | L1                         | 17         | 0          | CF+CdL          | 0+0             | 0               | UCL                | 3                  | 0                  | SF          | 1           | 0           | 21     | 0      |
| 2009-2010                  | O. Lione                   | L1                         | 14         | 1          | CF+CdL          | 1+0             | 0               | UCL                | 4                  | 0                  | -           | -           | -           | 19     | 1      |
| Totale O. Lione            | Totale O. Lione            | Totale O. Lione            | 68         | 7          |                 | 9               | 1               |                    | 12                 | 0                  |             | 2           | 0           | 91     | 8      |
| 2010-2011                  | Paris Saint-Germain        | L1                         | 28         | 5          | CF+CdL          | 4+1             | 2+1             | UEL                | 8                  | 2                  | SF          | 1           | 0           | 42     | 10     |
| 2011-2012                  | Paris Saint-Germain        | L1                         | 31         | 1          | CF+CdL          | 3+1             | 0               | UEL                | 7                  | 2                  |             | -           | -           | 42     | 3      |
| 2012-gen.2013              | Paris Saint-Germain        | L1                         | 4          | 0          | CF+CdL          | 1+1             | 0               | UCL                | 1                  | 0                  | -           | -           | -           | 7      | 0      |
| Totale Paris Saint-Germain | Totale Paris Saint-Germain | Totale Paris Saint-Germain | 63         | 6          |                 | 11              | 3               |                    | 16                 | 4                  |             | 1           | 0           | 91     | 13     |
| gen.-giu. 2013             | Saint-Étienne              | L1                         | 14         | 2          | CF+CdL          | 2+0             | 0               | -                  | -                  | -                  | -           | -           | -           | 16     | 2      |
| 2013-2014                  | Nizza                      | L1                         | 27         | 2          | CF+CL           | 1+1             | 0               | UEL                | 0                  | 0                  | -           | -           | -           | 29     | 2      |
| 2014-2015                  | Nizza                      | L1                         | 22         | 2          | CF+CL           | 1+1             | 0               | -                  | -                  | -                  | -           | -           | -           | 24     | 2      |
| 2015-2016                  | Nizza                      | L1                         | 19         | 1          | CF+CdL          | 1+1             | 0               | -                  | -                  | -                  | -           | -           | -           | 21     | 1      |
| 2016-gen. 2017             | Nizza                      | L1                         | 12         | 0          | CF+CdL          | 0+1             | 0               | UEL                | 4                  | 0                  | -           | -           | -           | 17     | 0      |
| Totale Nizza               | Totale Nizza               | Totale Nizza               | 80         | 5          |                 | 7               | 0               |                    | 4                  | 0                  |             | -           | -           | 91     | 5      |
| gen.-giu. 2017             | Guingamp                   | L1                         | 5          | 0          | CF+CL           | 1+0             | 1+0             | -                  | -                  | -                  | -           | -           | -           | 6      | 1      |
| Totale carriera            | Totale carriera            | Totale carriera            | 445        | 42         |                 | 48              | 8               |                    | 67                 | 5                  |             | 3           | 0           | 563    | 55     |

## Palmarès

### Competizioni nazionali
- Supercoppa francese: 1

Lione: 2007
- Campionato francese: 1

Lione: 2007-2008
- Coppa di Francia: 1

Lione: 2007-2008
- Coppa di Lega francese: 1

Saint-Étienne: 2012-2013
- Supercoppa francese: 1

Paris Saint-Germain: 2013